# Davor Štefanek
Davor Štefanek (in serbo  Давор Штефанек?; Subotica, 12 settembre 1985) è un lottatore serbo, campione olimpico nella categoria 66 kg (greco-romana) ai Giochi di Rio de Janeiro 2016.

## Palmarès

### Per la Serbia
- Giochi olimpici

Rio de Janeiro 2016: oro nei 66 kg.
- Mondiali

Tashkent 2014: oro nei 66 kg.
Las Vegas 2015: bronzo nei 66 kg.
Budapest 2018: argento nei 67 kg.
- Europei

Tampere 2008: bronzo nei 60 kg.
Belgrado 2012: bronzo nei 60 kg.
Riga 2016: argento nei 66 kg.
Novi Sad 2017: argento nei 66 kg.
- Giochi del Mediterraneo

Pescara 2009: oro nei 60 kg.
Tarragona 2018: argento nei 77 kg.

## Per la Serbia e Montenegro
- Europei

Harapanda 2004: argento nei 60 kg.
- Giochi del Mediterraneo

Almería 2005: argento nei 60 kg.